# Pultenaea viscosa
Pultenaea viscosa är en ärtväxtart som beskrevs av George Bentham. Pultenaea viscosa ingår i släktet Pultenaea och familjen ärtväxter. Inga underarter finns listade i Catalogue of Life.